# Warao
Warao je domorodý jazyk, kterým se hovoří ve Venezuele, Guyaně a Surinamu. Je to izolovaný jazyk, který se dříve řadil k tzv. „makro-čibšským jazykům“. Má několik nářečí. Uvádí se, že jím hovoří až 18 000 osob, z čehož některé neovládají hlavní jazyk své země.